# Bichiș (gmina)
Bichiș – gmina w Rumunii, w okręgu Marusza. Obejmuje miejscowości Bichiș, Gâmbuț, Nandra i Ozd. W 2011 roku liczyła 805 mieszkańców.